# الإمبراطورية الآشورية الحديثة
الإمبراطورية الآشورية الحديثة، هي إمبراطورية نشأت في ما بين النهرين وحكمت ما بين سنة 934 ق.م. وسنة 609 ق.م. نافست هذه المملكة كل من بابل وأورارتو وعيلام ومصر القديمة على زعامة العالم القديم، وأصبحت بمجيء تغلاث فلاسر الثالث أقوى إمبراطورية في العالم القديم بعد أن تمكنت من الانتصار على هذه الممالك، واستمرت هذه الإمبراطورية حتى سقوط عاصمتها نينوى بيد البابليين والميديين سنة 612 ق.م.. كانت آشور مملكة في شمال بلاد ما بين النهرين التي أصبحت مركزًا لإحدى الإمبراطوريات العظيمة في الشرق الأوسط القديم . وكانت تقع فيما يعرف الآن بشمال العراق  وجنوب شرق تركيا، وكانت آشور تابعة لبابل ومملكة ميتاني خلال معظم الألفية الثانية قبل الميلاد . ظهرت كدولة مستقلة في القرن الرابع عشر قبل الميلاد ، وفي الفترة اللاحقة أصبحت قوة كبرى في بلاد ما بين النهرين . تراجعت القوة الآشورية بعد وفاة توكولتي نينورتا الأول (حوالي 1208 ق.م). تم ترميمها لفترة وجيزة في القرن الحادي عشر قبل الميلاد على يد تغلث فلاسر الأول ، ولكن خلال الفترة التالية كانت كل من آشور ومنافسيها منشغلين بغارات الآراميين شبه البدو . بدأ الملوك الآشوريون فترة جديدة من التوسع في القرن التاسع قبل الميلاد ، ومن منتصف القرن الثامن إلى أواخر القرن السابع قبل الميلاد ، ظهرت سلسلة من الملوك الآشوريين الأقوياء - من بينهم تغلث فلاسر الثالث ، سرجون الثاني ، سنحاريب ، وآسرحدون - وحدت معظم مناطق الشرق الأوسط ، من مصر إلى الخليج العربي ، تحت الحكم الآشوري. كان آخر حاكم آشوري عظيم هو آشور بانيبال ، لكن سنواته الأخيرة والفترة التي أعقبت وفاته عام 627 قبل الميلاد ما زالت غامضة. تم تدمير الدولة أخيرًا على يد التحالف الكلداني الميدي في 612-609 قبل الميلاد . اشتهر الآشوريون بقسوتهم وبراعتهم القتالية، وكانوا أيضًا بناة ضخمين، كما يتضح من المواقع الأثرية في نينوى وآشور والنمرود

## الإمبراطورية الآشورية الحديثة

إبعاد إسرائيل من قبل الإمبراطورية الآشورية

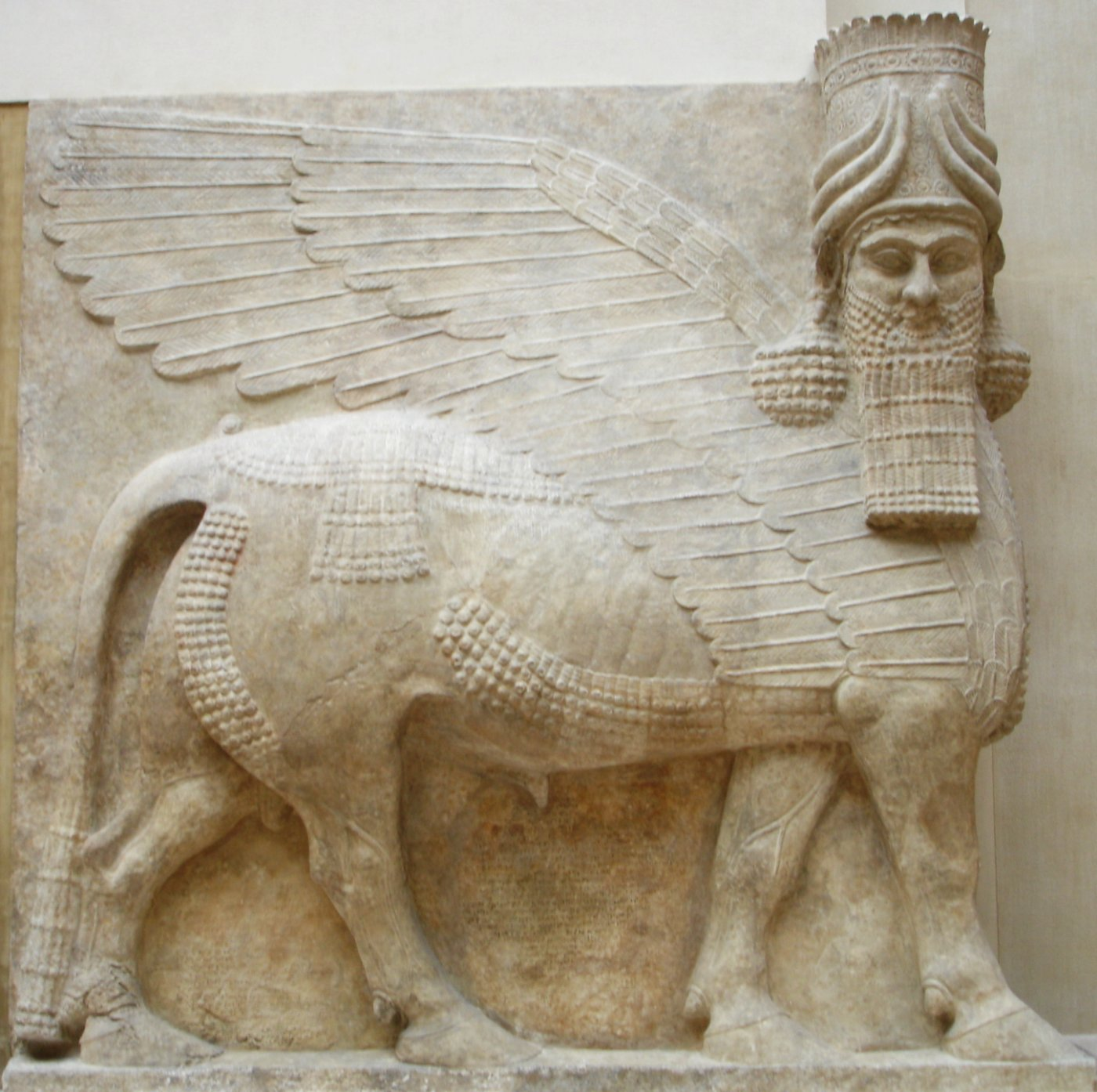
الثور المجنح الآشوري، أو lamassu، من قصر سرجون في Dur-Sharrukin

الإمبراطورية النيو-آشورية كانت إحدى الإمبراطوريات في تاريخ بلاد ما بين النهرين والتي بدأت في عام 934 ق.م وانتهت عام 605 ق.م. [1] وخلال هذه الفترة، تولت آشور منصب الأمة الأقوى في منطقة الشرق الأوسط في ذلك الزمان ، متفوقة على بلاد بابل ، مصر ، أرمينيا Urartu وعيلام بنجاح. كانت مهيمنة على ِ الشرق الأدنى ، آسيا الصغرى ، القوقاز، شمال أفريقيا والبحر الأبيض المتوسط الشرقي. ولكن على الرغم من الإصلاحات التي قام بها (تغلث فلاسر الثالث : Tiglath-Pileser III) في القرن الثامن قبل الميلاد  الّا أنها لم تصبح إمبراطورية مستقرة .
كانت آشور في الأصل مملكة اكدية والتي تطورت في الفترة من القرن 25 ق.م إلى القرن 24 ق.م. الملوك الآشوريين الأوائل مثل Tudiya كانوا حكاما بسيطين . وبعد تأسيس الإمبراطورية الأكادية التي استمرت من 2334 ق.م إلى 2154 ق.م أصبحت خاضعة لسرجون الأكادي الذي وحد الشعب الأكدي والسومري في بلاد ما بين النهرين تحت قانون واحد.

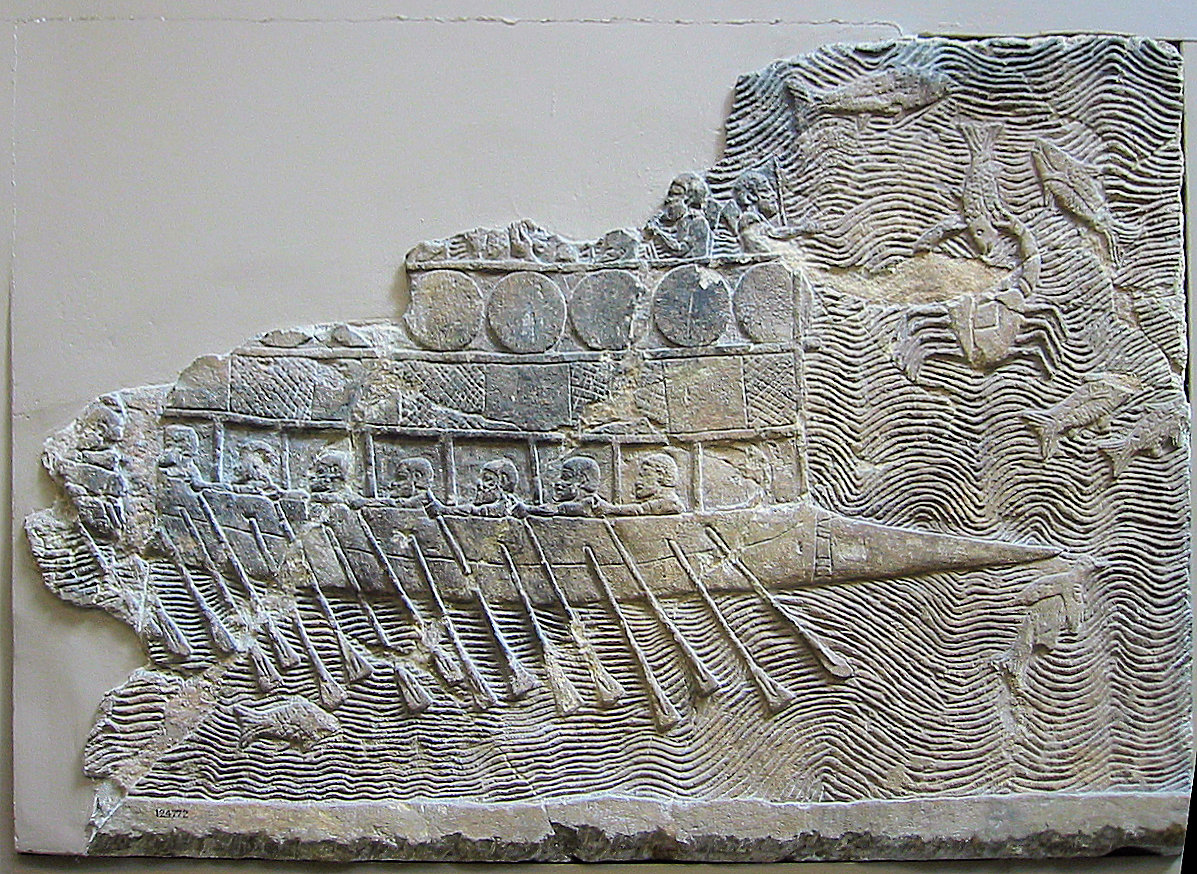
السفينة الحربية الآشورية مع قوس مدبب، 700 قبل الميلاد

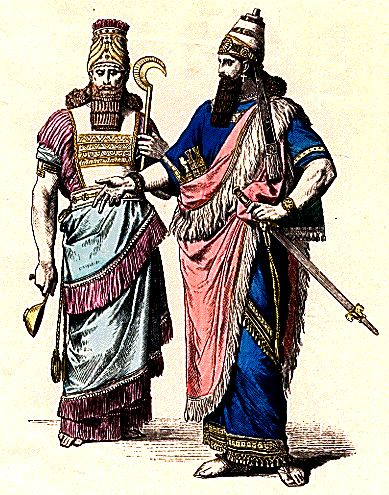
ازياء للكاهن الآشوري السامي (يسار) والملك (يمين)

الأمة الأكادية لآشور تطورت إلى حد كبير بعد تفكك الإمبراطورية الأكادية. في الفترة الآشورية القديمة من العصر البرونزي المبكر، آشور كانت المملكة التي تحكم شمال بلاد ما بين النهرين (في الوقت الحالي شمال العراق)، تتنافس على الهيمنة في البداية مع (the ancient Sumero-Akkadian) مثل اسن، أور ولارسا، وفي وقت لاحق مع بابل التي أسسها الأموريين في عام 1894 قبل الميلاد.
أثناء القرن العشرين، أنشأت مستعمرات في آسيا الصغرى ،وتحت حكم الملك (lushuma I) ،آشور شنّت غارات عديدة ناجحة ضد دول الجنوب. فقد ،واجهت تقلبات الثروات في الفترة الآشورية الوسطى. وكانت آشور إمبراطورية أثناء حكم شمشي أدد الأول في اواخر القرن التاسع عشر إلى منتصف القرن الثامن عشر قيل الميلاد، وبعد هذا وجدت نفسها تحت هيمنة فترات قصيرة من حكم البابلية وميتاني - الحرانية في القرنين 17 و15 على التوالي قبل الميلاد، تليها فترة أخرى من قوة وإمبراطورية من 1365 قبل الميلاد إلى 1074 قبل الميلاد، والتي شملت العهود من ملوك كبير مثل (Ashur-uballit I,Tukulti-Ninurta, Tiglath-Pileser I). خلال 'العصور المظلمة' ظلت آشور دولة قوية ومستقرة، وعلى عكس منافسيها.
الإمبراطورية النيو-آشورية لاقت نجاحا في فترة الإمبراطورية الآشورية الوسطى (من القرن الرابع عشر إلى القرن العاشر قبل الميلاد). بعض العلماء، مثل ريتشارد نيلسون فراي، ينظرون إلى الإمبراطورية النيو-آشورية بانها الإمبراطورية الحقيقية الأولى في تاريخ البشرية. وخلال هذه الفترة، اشير إلى الآرامية بانها اللغة الرسمية للإمبراطورية، جنبا إلى جنب مع اللغة الأكدية.
آشور استسلمت في النهاية لتشكيل ائتلاف من البابليين، الميديين، السكيثيين، وغيرهم عند سقوط نينوى في 612 قبل الميلاد، وإقالة حران من رأس مالها في 608 قبل الميلاد. أكثر من نصف قرن في وقت لاحق، بابل وآشور أصبحت محافظات تابعة للإمبراطورية الفارسية. على الرغم من أن الآشوريين في عهد آشور بانيبال دمروا حضارة الامايت، وقد اثرت ثقافة الآشوريين عل الإمبراطوريات المتعاقبة من الميديين والفرس وشعوب الهند وإيران التي كان يهيمن عليها آشور.

## الخلفية
كانت آشور في الأصل مملكة أكدية ظهرت في القرن الخامس والعشرين إلى القرن الرابع والعشرين قبل الميلاد. وكان الملوك الآشوريون الأوائل، مثل توديا، صغار العمر نسبيًا، وبعد تأسيس الإمبراطورية الأكدية التي دامت من عام 2334 قبل الميلاد حتى عام 2154 قبل الميلاد، أصبح هؤلاء الملوك خاضعين لسرجون الأكدي، الذي وحَّد جميع الشعوب الناطقة باللغة الأكدية والسومرية في بلاد الرافدين (بما في ذلك الآشوريين) تحت حكم واحد.
ظهرت مملكة آشور الحضرية الناطقة بالأكدية في منتصف القرن الحادي والعشرين قبل الميلاد، والتي كانت نتيجة لتفكك الإمبراطورية الأكدية. في الفترة الآشورية القديمة من العصر البرونزي المُبكر، عُدَّت آشور مملكة بلاد الرافدين الشمالية (شمال العراق في العصر الحديث)، وكانت في صراع ضد شعب الحيثيين والحوريين في منطقة الأناضول (آسيا الصغرى)، وأيضًا ضد ولايات المدينة السومرية-الأكدية القديمة مثل إيسن وأور ولارسا، ثم ضد بلاد بابل التي أسّسها الأموريون عام 1894 قبل الميلاد، والتي كانت تحت حكم سلالة الكيشيون. خلال القرن العشرين قبل الميلاد، أنشأت مملكة آشور مستعمراتها في منطقة الأناضول، وفي أثناء هذه الفترة، شنَّت آشور تحت قيادة الملك إيلوشوما العديد من الغارات ضد ولايات الجنوب.
وقعت مملكة آشور تحت سيطرة زعيم الأموريون شمشي أدد الأول ( 1809 – 1776 قبل الميلاد)، الذي أسَّس سلالة تابعة له. عُرف هذا الزعيم بنشاطه وحنكته السياسية الحادة إذ عيَّن أبنائه بمثابة حُكّام صُوريين (حكام دمى) على مملكتي ماري وإكالاتم. وبعد ذلك، وقعت مملكة آشور تحت سيطرة حُكام بلاد بابل ومن ثم سيطرة المملكة الميتانية الحورانية خلال القرنين السابع عشر والخامس عشر قبل الميلاد، على التوالي، ثم أعقب ذلك فترة أخرى من السلطة من عام 1365 قبل الميلاد حتى عام 1074 قبل الميلاد، والتي تمثلَّت بعدة ملوك من بينهم آشور أوباليط الأول، وتوكولتي نينورتا الأول (1244 – 1208 قبل الميلاد)، وتغلث فلاسر الأول.

### الإمبراطورية الآشورية الوسطى
سيطرت قوات الملك آشور أوباليط الأول على الأراضي الزراعية الغنية في كل من نينوى وأربيل في الشمال. في حين سيطرت قوات الملك تغلث فلاسر الأول على طرق القوافل التجارية التي كانت تعبر الهلال الخصب من البحر الأبيض المتوسط إلى الخليج الفارسي. نجحت قوات الملك تغلث فلاسر في هجماتها ضد الجماعات الآرامية الرعوية في سوريا، وكان بعضهم يقوم بتحركات ضد مراكز المنطقة الآشورية. في نهاية الألفية الثانية قبل الميلاد، أدَّى التوسع الآرامي إلى فقدان الكثير من الأراضي الآشورية في بلاد الرافدين العليا.
بعد وفاة الملك تغلث فلاسر الأول عام 1076 قبل الميلاد، عانت مملكة آشور من انحدار نسبي على مدى الـ150 عامًا التالية. واعتُبرت الفترة ما بين 1200 قبل الميلاد حتى 900 قبل الميلاد عصرًا مظلمًا بالنسبة لمنطقة الشرق الأدنى وشمال أفريقيا والقوقاز والبحر الأبيض المتوسط ومنطقة البلقان بأكملها، مع وجود العديد من الاضطرابات والحركات الجماعية للسكان. لكن كانت المملكة في موقع أقوى خلال هذه الفترة من المنافسين المحتملين مثل مصر وبلاد بابل وعيلام وفريجيا وأورارتو وإيران وشعب الميديون.

## التاريخ

### أداد نيراري الثانيوآشور ناصربال الثاني(911 – 859 قبل الميلاد)
بدايةً مع حملات أداد نيراري الثاني، أصبحت سوريا مرة أخرى قوة عظمى، واستطاع بذلك الإطاحة بالأسرة المصرية الخامسة والعشرين، واستولى على عيلام وأورارتو وإيران وشعب الميديون والمانيون وشعب جوتي وفينيقيا/كنعان وشبه الجزيرة العربية ومملكة إسرائيل (الشمالية) ومملكة يهوذا وفلسطين ومملكة إدوم ومملكة موآب والسامراء وقيليقية وقبرص وكلدو ومملكة الأنباط ومملكة كوماجيني وحضارة دلمون وشوتو وسور-حيثية؛ وطرد النوبيين والكوشيين والإثيوبيين من مصر، وتغلَّب أيضًا على الكيميريين والسكوثيين؛ واستولى على إقليم فريجيا أيضًا. قام أداد نيراري إلى جانب خلفائه بتنظيم حملات هجومية في كل عام مؤلفة من جيش استثنائي ومُنظَّم. وعمل على إخضاع المناطق التي كانت في السابق تحت التبعية الاسمية الآشورية إلى جانب الترحيل القسري للسكان الآراميين والحوريين في الشمال إلى أماكن بعيدة. تغلَّب أداد نيراري الثاني على الملك شمش مدامق من بلاد بابل مرتين، وضمَّ مساحة كبيرة من الأرض في شمال نهر ديالى ومدينتي هيت وزانكو في وسط بلاد الرافدين. وقد استطاع أيضًا الاستيلاء على المزيد من أراضي بلاد بابل في عهد الملك نبو شوما أوكين الأول. وقد خلفه توكولتي نينورتا الثاني عام 891 قبل الميلاد، الذي عزَّز موقف آشور واستطاع التَّوسع شمالًا إلى منطقة الأناضول وجبال زاغروس خلال فترة حكمه القصيرة.
بدأ الملك التالي، آشور ناصربال الثاني (883-859 قبل الميلاد)، بتنظيم برامج عسكرية بهدف التوسع. خلال فترة حكمه، تمكَّن من استعادة الكثير من الأراضي التي خسرتها المملكة منذ حوالي 1100 عام قبل الميلاد في نهاية الفترة الآشورية الوسطى. قاد آشور ناصربال الثاني حملة عسكرية إلى جبال زاغروس في إيران الحديثة، من أجل أن يقمع الثورة ضد حكم الآشوريين من قِبَل اللولوبيين والجوتيين. وقد بدأ الآشوريون يتباهون بمدى وحشيتهم التي مارسوها في هذه الحملة. نقل آشور ناصربال الثاني عاصمته إلى مدينة كالح (كالخو/نمرود). تشهد القصور والمعابد والمباني الأخرى التي أنشأها على تطور كبير للثروة والفن عندهم. وقد طبَّق آشور ناصربال سياسة الترحيل الجماعي على سكان المناطق التي كان يحتلها، واستمرت عملية الترحيل على نطاق متزايد تحت حكم ابنه شلمنصر الثالث.

### مملكة آشور بعد سقوطها
بعد سقوط مملكة آشور، وقعت تحت حكم إمبراطورية الميديين وأطلقوا عليها اسم آشور الأخمينية ولكن كان ذلك لفترة قصيرة فقط. وبشكل غريب، كان نبو نيد، آخر ملوك بلاد بابل، من الآشوريين من حران (تركيا)، كما كان ابنه بلشاصر. بعد ذلك، وقعت المملكة تحت حكم الإمبراطورية الأخمينية من بلاد فارس (إذ لطالما كانت مملكة آشور في صراع ضد بلاد فارس منذ عام 520 قبل الميلاد) ومن ثم وقعت تحت حكم ملوك السلوقيين اليونانيين ثم مرة أخرى من قِبَل مختلف السلالات الفارسية منها الإمبراطورية الساسانية والفرثية وغيرها. وبعدها لفترة قصيرة وقعت المملكة تحت حكم روما في عهد الملك تراجان.
نجت مملكة آشور من هذه الصراعات ككيان واحد مستقل. وقد نجا اسمها أيضًا لكن بأشكال مختلفة مثل (آشور الأخمينية وأشورستان وآشوريا (مقاطعة رومانية) وسوريا وسلوقيون وغيرها)، وقد اعتُرف بالأرض على هذا النحو من قِبَل الفرس واليونانيين والرومان والأرمن والجورجيين والبيزنطيين. بعد الغزو العربي في أواخر القرن السابع الميلادي حُلّ إقليم آشور أخيرًا.
نجت الثقافة الآشورية؛ إذ كانت الآلهة البابلية الآشورية تُعبد في العصور المسيحية بكثرة في أواخر القرن الرابع الميلادي، والمعابد كانت ما تزال مُكرَّسة للإله آشور في مسقط رأسه في أواخر القرن الثالث الميلادي. وقد ظهرت عدة ممالك ذات هوية آشورية، مثل أشور وهاترا والرها والحدياب التي انتشرت بين القرن الثاني قبل الميلاد والقرن الرابع الميلادي. ظهرت المسيحية بين القرنين الأول والثالث بعد الميلاد، وأصبحت البارثية والساسانية الآشورية (أشوريستان) مركزًا لكنيسة المشرق الآشورية والمسيحية السريانية والأدب السرياني (أطلق اليونانيون مصطلح «سوريا» المُشتق من اللغات الهندية الأوروبية (لوويان) على المملكة «الآشورية») والتي ما زالت قائمة.